# 9.ª edición de los Premios Grammy
La 9.ª edición de los Premios Grammy se celebró el 2 de marzo de 1967 en Chicago, Los Ángeles, Nashville y Nueva York, en reconocimiento a los logros discográficos alcanzados por los artistas musicales durante el año anterior. En esta edición no se otorgó la categoría mejor artista novel.

## Ganadores

### Generales
- Grabación del año
  - Jimmy Bowen (productor) & Frank Sinatra por "Strangers in the Night"
- Álbum del año
  - George Martin (productor) & The Beatles por Sgt. Pepper's Lonely Hearts Club Band.</ref> en Grammy.com. Consultado el 20-15-2020. </ref>
- Canción del año
  - John Lennon & Paul McCartney (compositores); The Beatles (intérpretes) por "Michelle"

### Clásica
- Mejor interpretación clásica - Orquesta
  - Erich Leinsdorf (director) & Boston Symphony Orchestra por Mahler: Sinfonía n.º 6
- Mejor interpretación clásica solista vocal (con o sin orquesta)
  - Francesco Molinari-Pradelli (director), Leontyne Price & RCA Italiana Opera Orchestra por Prima Donna (Works of Barber, Purcell, etc.)
- Mejor grabación de ópera
  - Georg Solti (director), Regine Crespin, Hans Hotter, James King, Christa Ludwig, Birgit Nilsson & Vienna Philharmonic Orchestra por Wagner: Die Walküre
- Mejor grabación clásica coral (que no sea ópera)
  - Robert Shaw (director) & Robert Shaw Orchestra & Chorale por Handel: El Mesías
  - George Bragg (director), Gregg Smith (director de coro), Gregg Smith Singers, Ithaca College Concert Choir, Texas Boys Choir & Columbia Chamber Orchestra por Ives: Music for Chorus
- Mejor interpretación clásica - Solista o solistas instrumentales (con o sin orquesta)
  - Julian Bream por Baroque Guitar (Works of Bach, Sanz, Weiss, etc.)
- Mejor interpretación de música de cámara  - Instrumental o vocal
  - Boston Symphony Chamber Players por Boston Symphony Chamber Players - Works of Mozart, Brahms, Beethoven, Fine, Copland, Carter, Piston
- Álbum del año - Clásica
  - Howard Scott (productor), Morton Gould (director) & Chicago Symphony Orchestra por Ives: Sinfonía n.º 1 en re menor

### Comedia
- Mejor interpretación de comedia
  - Bill Cosby por Wonderfulness

### Composición y arreglos
- Mejor Composición Instrumental
  - Neal Hefti (compositor) por "Batman Theme"
- Mejor banda sonora original de película o programa de televisión
  - Maurice Jarre (compositor) por  Dr. Zhivago
- Mejor arreglo instrumental
  - Herb Alpert (arreglista) por "What Now My Love" performed by Herb Alpert & the Tijuana Brass
- Mejor arreglo de acompañamiento para vocalista(s) o instrumentista(s)
  - Ernie Freeman (arreglista); Frank Sinatra (intérprete) por "Strangers in the Night"

### Country
- Mejor interpretación vocal country & western - femenina
  - Jeannie Seely por "Don't Touch Me"
- Mejor interpretación vocal country & western - masculina
  - David Houston por "Almost Persuaded"
- Mejor álbum country & western
  - David Houston por "Almost Persuaded"
- Mejor sencillo country & western
  - Billy Sherrill & Glenn Sutton (compositores); David Houston (intérprete) por "Almost Persuaded"

### Espectáculo musical
- Mejor álbum de espectáculo con reparto original
  - Jerry Herman (compositor) & el reparto original (Angela Lansbury, Beatrice Arthur, Jane Connell, Charles Braswell, Jerry Lanning & Frankie Michaels ) por Mame

### Folk
- Mejor grabación folk
  - Cortelia Clark por Blues in the Street

### Gospel
- Mejor grabación gospel o de otra religión (musical)
  - Porter Wagoner & Blackwood Brothers por Grand Old Gospel

### Hablado
- Mejor grabación documental, hablada o de drama (que no sea de comedia)
  - Edward R. Murrow por Edward R. Murrow - A Reporter Remembers, Vol. I The War Years

### Infantil
- Mejor grabación para niños
  - Marvin Miller por Dr. Seuss Presents - "If I Ran the Zoo" and "Sleep Book"

### Jazz
- Mejor interpretación jazz - grupo pequeño o solista con grupo pequeño (instrumental)
  - Wes Montgomery por "Goin' Out of My Head"
- Mejor composición original de jazz
  - Duke Ellington por "In the Beginning God"